# Diana Trzcińska
Diana Ewa Trzcińska – polska prawniczka, dr  hab. nauk prawnych, profesor UG. Pracownik Katedry Prawa Gospodarczego Publicznego i Ochrony Środowiska Wydziału Prawa i Administracji Uniwersytetu Gdańskiego. Sędzia Wojewódzkiego Sądu Administracyjnego w Gdańsku.

## Życiorys
26 listopada 2007 obroniła pracę doktorską Obowiązki przedsiębiorców na gruncie ustawy - Prawo ochrony środowiska, 15 kwietnia 2019 habilitowała się na podstawie pracy zatytułowanej Prawo planowania i zagospodarowania przestrzennego z perspektywy środowiska i jego ochrony. Otrzymała nominację profesorską.
Objęła funkcję profesora nadzwyczajnego w Katedrze Prawa Gospodarczego Publicznego i Ochrony Środowiska na Wydziale Prawa i Administracji Uniwersytetu Gdańskiego, oraz w Wojewódzkim Sądzie Administracyjnym w Gdańsku.